# Walter Schmidinger (Eishockeyspieler)
Walter Schmidinger (* 3. März 1919 im Gebiet des späteren Garmisch-Partenkirchen, Weimarer Republik; † 21. Juli 1979 in München) war ein deutscher Eishockeyspieler und Mitglied der Hall of Fame des deutschen Eishockeymuseums.

## Karriere
Von 1932 bis 1934 spielte er für den SC Riessersee. Ab 1936 spielte er bis 1940 für die Düsseldorfer EG, wobei er von 1937 bis 1939 auch als Gastspieler beim Krefelder EV spielte. 1940 wechselte er zurück zum SC Riessersee, wo er bis 1951 wieder spielte, mit dem er mehrfach Deutscher Meister wurde. Von Saison 1951/52 wechselte er wieder zum Krefelder EV, wo er erneut Deutscher Meister wurde. Von 1952 bis 1954 wechselte er wieder zum SC Riessersee.
International spielte er für die deutsche Eishockeynationalmannschaft bei der Eishockey-Weltmeisterschaften 1937 bis 1939, wo er mit der Nationalmannschaft den 3. Platz in der Europameisterschaft holte.